# 琴嵐佳史
琴嵐 佳史（ことあらし よしふみ、1972年10月18日 - ）は、大阪府寝屋川市出身で佐渡ヶ嶽部屋所属の元大相撲力士。本名は、栗 佳史（くり よしふみ）。身長174cm、体重115kg、最高位は東十両9枚目。得意技は右四つ、寄り。いわゆる「花の六三組」の1人である。

## 来歴
中学卒業と同時に佐渡ヶ嶽部屋に入門し、1988年3月場所に初土俵を踏んだ。100Kg弱の小兵力士であったが、右四つからの速攻相撲で着実に番付を上げていった。やや幕下上位で苦労した時期もあったが1996年5月場所に十両に昇進した。新十両の場所は9勝6敗と勝ち越したが、翌7月場所は5勝10敗と負け越し、同年9月場所に幕下に陥落。それから僅か3場所後の1997年3月場所を最後に現役を引退し廃業。その後は門真市で炭火焼き料理店「地鶏家琴嵐」、2005年12月から大阪市内心斎橋で「どすこいDINING琴嵐」を経営、2014年7月には大阪市内天満に「地鶏家琴嵐」天満店を出店している。
また、1998年10月にはアマチュア相撲選手登録され、アマチュア相撲も経験した。

## 主な成績
- 生涯成績：206勝165敗23休 勝率.555
- 十両成績：14勝16敗 勝率.467
- 現役在位：55場所
- 十両在位：2場所

## 場所別成績
| | 一月場所 初場所（東京） | 三月場所 春場所（大阪）  | 五月場所 夏場所（東京） | 七月場所 名古屋場所（愛知） | 九月場所 秋場所（東京） | 十一月場所 九州場所（福岡） |
| --- | ----------------------- | ------------------------ | ----------------------- | --------------------------- | ----------------------- | --------------------------- |
| 1988年 （昭和63年） | x                       | （前相撲）               | 西序ノ口30枚目 5–2      | 東序二段114枚目 4–3         | 西序二段83枚目 3–4      | 西序二段100枚目 5–2         |
| 1989年 （平成元年） | 西序二段52枚目 2–5      | 西序二段85枚目 4–3       | 東序二段59枚目 4–3      | 東序二段34枚目 0–2–5        | 西序二段89枚目 6–1      | 東序二段20枚目 3–4          |
| 1990年 （平成2年） | 西序二段40枚目 7–0      | 東三段目45枚目 5–2       | 西三段目13枚目 3–4      | 西三段目30枚目 4–3          | 東三段目17枚目 5–2      | 西幕下55枚目 3–4            |
| 1991年 （平成3年） | 東三段目10枚目 5–2      | 西幕下50枚目 4–3         | 東幕下39枚目 2–5        | 東幕下60枚目 6–1            | 東幕下31枚目 4–3        | 西幕下20枚目 3–3–1          |
| 1992年 （平成4年） | 西幕下27枚目 5–2        | 西幕下14枚目 3–4         | 西幕下21枚目 2–5        | 東幕下33枚目 4–3            | 東幕下26枚目 3–4        | 東幕下37枚目 2–5            |
| 1993年 （平成5年） | 西幕下56枚目 6–1        | 東幕下28枚目 2–5         | 西幕下53枚目 4–3        | 西幕下40枚目 6–1            | 東幕下19枚目 3–4        | 東幕下26枚目 4–3            |
| 1994年 （平成6年） | 東幕下19枚目 5–2        | 東幕下13枚目 3–4         | 東幕下18枚目 5–2        | 東幕下9枚目 2–5             | 東幕下24枚目 4–3        | 東幕下20枚目 6–1            |
| 1995年 （平成7年） | 西幕下7枚目 3–4         | 西幕下12枚目 4–3         | 西幕下10枚目 3–4        | 東幕下17枚目 5–2            | 西幕下9枚目 5–2         | 西幕下2枚目 3–4             |
| 1996年 （平成8年） | 西幕下5枚目 4–3         | 東幕下3枚目 4–3          | 西十両13枚目 9–6        | 東十両9枚目 5–10            | 西幕下2枚目 3–4         | 西幕下7枚目 2–2–3           |
| 1997年 （平成9年） | 東幕下23枚目 休場 0–0–7 | 東三段目3枚目 引退 0–0–7 | x                       | x                           | x                       | x                           |
| 各欄の数字は、「勝ち-負け-休場」を示す。 優勝 引退 休場 十両 幕下 三賞：敢=敢闘賞、殊=殊勲賞、技=技能賞 その他：★=金星 番付階級：幕内 - 十両 - 幕下 - 三段目 - 序二段 - 序ノ口 幕内序列：横綱 - 大関 - 関脇 - 小結 - 前頭（「#数字」は各位内の序列） |                         |                          |                         |                             |                         |                             |

## 改名歴
- 栗 佳史（くり よしふみ）1988年3月場所
- 琴栗 佳史（ことくり -）1988年5月場所-1990年9月場所
- 琴嵐 佳史（ことあらし -）1990年11月場所-1997年3月場所